# Compagnie du chemin de fer Grand-Central de France
Pour les articles homonymes, voir Grand Central.
La Compagnie du chemin de fer Grand-Central de France, communément appelée Compagnie du Grand-Central ou plus simplement Grand-Central (GC), est une société anonyme française ferroviaire en activité de 1853 à 1857. Son nom évoque ceux du Grand Junction Railway britannique (1833-1846) et de la Compagnie de chemin de fer du Grand Tronc du Canada (1852-1919).
La courte existence du Grand-Central se situe à un moment particulier de l’histoire des chemins de fer français, marquée par une politique de relance des travaux publics, concernant notamment l’extension du réseau national de voies ferrées. Le régime politique du Second Empire favorise la constitution de compagnies ferroviaires qui détiendront un monopole de longue durée sur une zone géographique homogène, en contrepartie d’une plus grande intervention de l'État pour imposer aux compagnies de nouvelles lignes maillant plus finement le territoire.
Cependant, le Grand-Central ne dispose ni de tête de ligne à Paris, ni de ligne maîtresse canalisant les apports de lignes d’embranchement comme en ont les compagnies déjà installées. Il est pénalisé par un réseau isolé dans une zone géographique accidentée et aux débouchés économiques faibles. En conséquence, il connaît des difficultés économiques, aggravées par une crise financière qui se fait sentir à compter de 1856, situation qui conduit à son démantèlement.
Le Grand-Central est également témoin du climat d’affairisme de l’époque. Une lutte oppose les Pereire, aux conceptions financières innovantes au travers du Crédit mobilier, et James de Rothschild, réticent à l’émergence pourtant inéluctable d’établissements financiers venant concurrencer les maisons de la haute banque parisienne.

## Contexte

### Un régime propice à la croissance

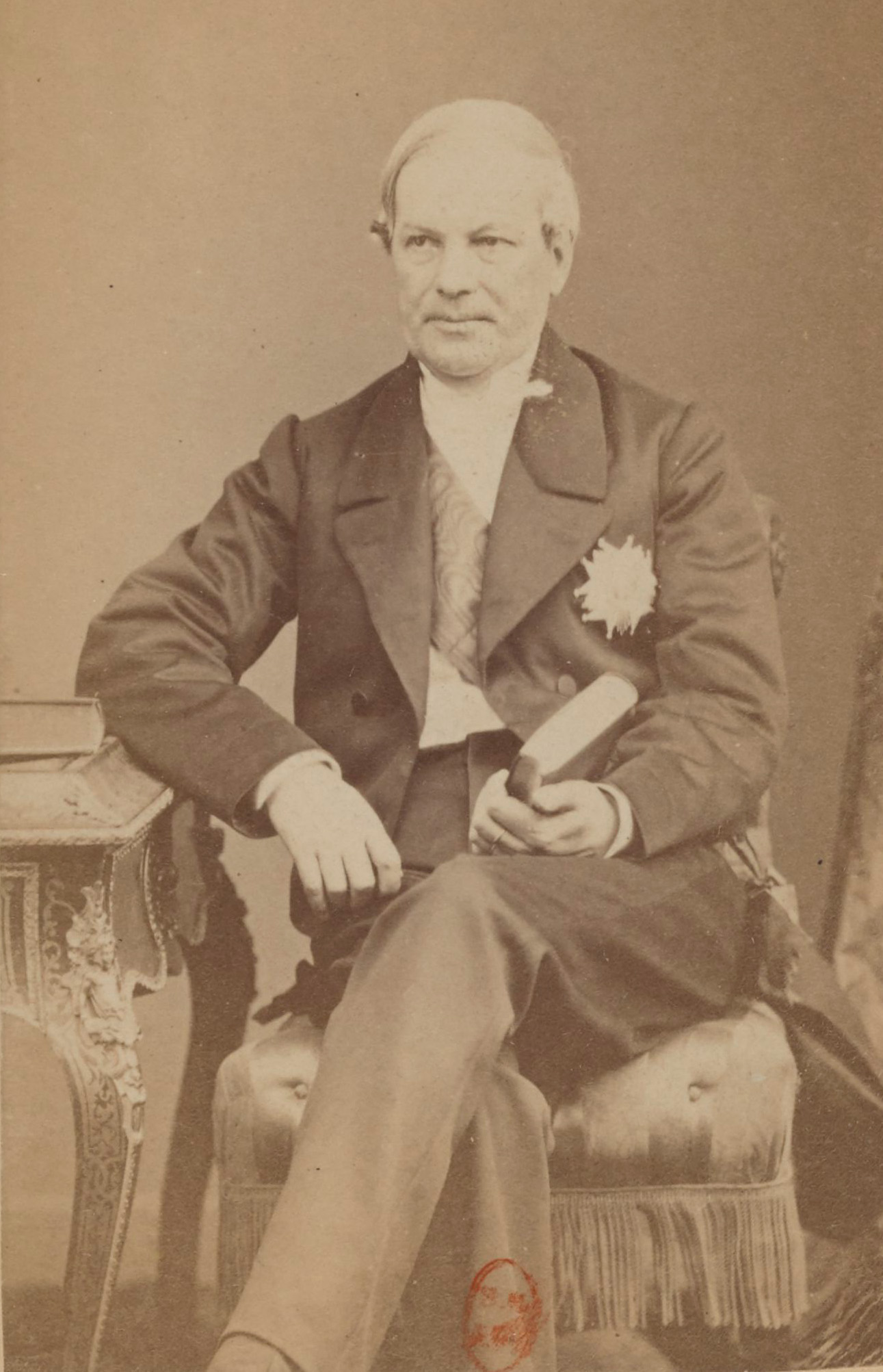
Pierre Magne

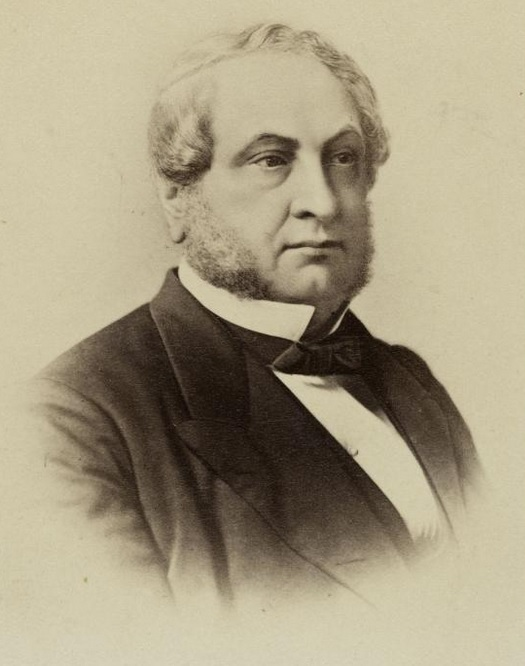
Eugène Rouher

Le Second Empire, régime libéral, favorise la reprise des activités économiques. L'Empire se caractérise comme un « gouvernement d’autorité et d’ordre impérieusement exigé par les capitaines d’industrie et d’affaires, et à la naissance duquel certains d’entre eux avaient très efficacement coopéré ». Malgré l'affairisme qu'entoure ce renouveau, les épargnants portent un intérêt aux titres de chemins de fer, considérés comme un placement de père de famille.
Plusieurs personnalités de premier plan du nouveau régime ont des intérêts dans le centre de la France ; Pierre Magne, député de la Dordogne, ministre des Travaux publics (janvier - octobre 1851, puis juillet 1852 – février 1855) et ministre des Finances (février 1855 – novembre 1860), intéressé par une ligne Limoges-Agen ; Eugène Rouher, député du Puy-de-Dôme, vice-président du Conseil d’État en 1852, ministre des Travaux publics (février 1855 – juin 1863) ; Charles de Morny, député du Puy-de-Dôme, président du Corps législatif (1854 – 1865), propriétaire de la sucrerie de Bourdon à Aulnat, au sud de Clermont-Ferrand, et affairiste du Second Empire.

### Une nouvelle politique ferroviaire

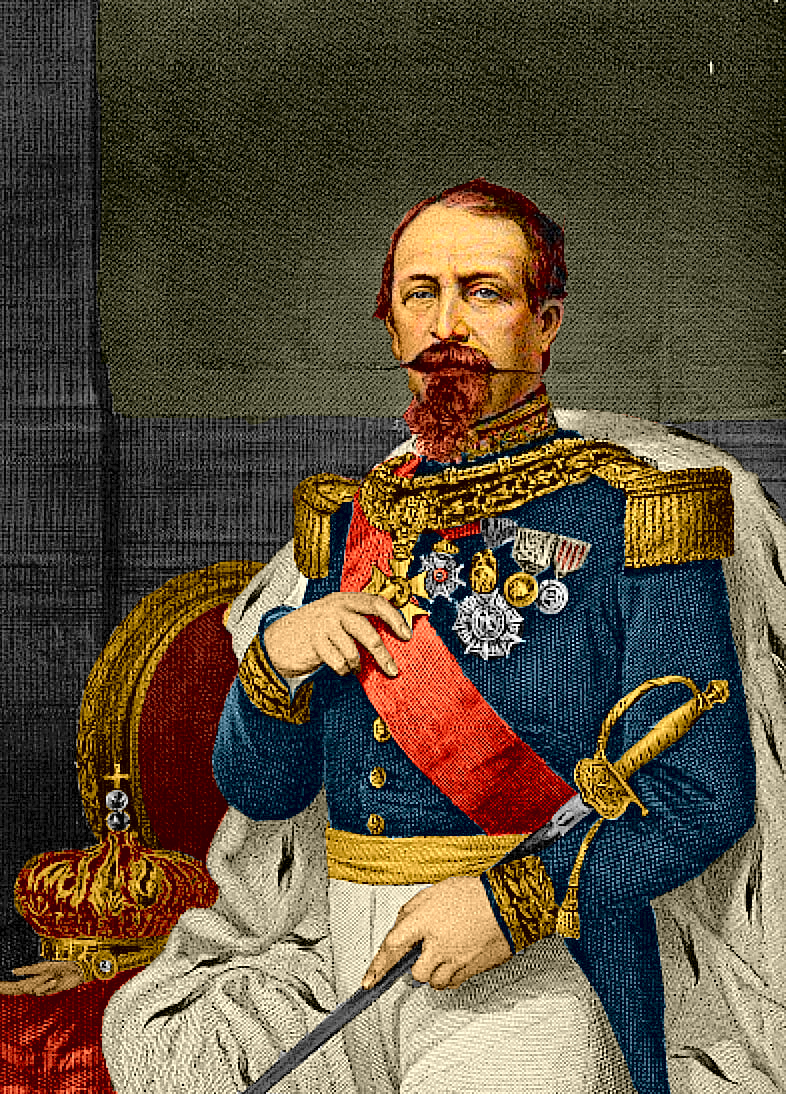
L'empereur Napoléon III.

L’Empereur Napoléon III est partisan d’une politique de grands travaux, confiés à l’initiative privée, comme moteur de l’économie. Parmi d’autres, l’extension des chemins de fer sera un moyen de mettre cette volonté en application. L’administration des Ponts et Chaussées a, quant à elle, fait évoluer sa doctrine depuis plusieurs années. Elle ne refuse plus le retour à la concession directe, ni le principe des longues concessions (99 ans), ni celui de la garantie d’intérêt sur le capital obligataire revendiqué par les compagnies.
Dans ce cadre, le régime impérial favorise la formation de réseaux centrés sur une zone géographique homogène, irriguée par une ligne principale à laquelle s’agrégeront des embranchements. Cette doctrine est présentée par Charles de Morny en 1852, à l’occasion du débat sur la loi relative au Lyon-Méditerranée. Le régime jouera de la concurrence entre les postulants à de nouvelles concessions pour conduire son programme d’équipement ferroviaire. Il usera également de la contrainte législative pour imposer son arbitrage. Le régime parvient ainsi à assurer la desserte de zones a priori peu propices à de lourds investissements, tout en s’autorisant un contrôle des compagnies de plus en plus prégnant.
À l’inverse, les compagnies gagnent en cohérence dans l’exploitation d’un ensemble de lignes de plus en plus étendues, évitant les ruptures de charge et les pertes de temps. Les frais généraux se réduisent et les charges se répartissent mieux sur une base élargie, notamment par rapport aux fluctuations de la circulation. De plus, grâce à l’effet « réseau », les compagnies peuvent mieux jouer des réductions de tarifs pour susciter de nouvelles circulations. Enfin, assis sur de vastes espaces assurant des revenus pérennes, les épargnants font davantage confiance aux compagnies, qui trouvent donc plus facilement des moyens de financer leurs investissements.
Par une exploitation rationnelle d’un large ensemble de voies ferrées, l'État favorise ainsi le développement d’une économie régionale qui profite au pays tout entier.
Cette politique diffère de celle menée sous la monarchie de Juillet, qui « redoutait dans l’existence de compagnies trop puissantes un danger pour l’État et pour la puissance publique. De là, son souci de fragmenter les lignes et d’en morceler la possession ».

### Les ambitions du Paris-Orléans

#### Le contexte
L’axe ferroviaire Nord-Sud est au cœur de toutes les combinaisons entre les parties intéressées (État, compagnies, financiers) dans le système de chemin de fer qui se met en place depuis la monarchie de Juillet ; « Une révolution dans la vitesse et la régularité, comme aussi dans la capacité des transports est imminente. Elle a trop tardé et produit ses effets à l’étranger avant de les produire en France. D’où une tentative de détournement du trafic Méditerranée-mer du Nord au profit de Trieste et de Gênes, aux dépens de Marseille. Il faut donc équiper au plus vite le grand axe Le Havre-Paris-Lyon-Marseille. »
Entre Paris et Lyon, cet axe ferroviaire peut prendre la direction du Bourbonnais (voie ancestrale par la Loire : Montargis-Nevers-Roanne) ou de la Bourgogne (privilégiée par les Ponts et Chaussées, en tronc commun avec la direction de l’Est).
La loi du 11 juin 1842 relative à l'établissement des grandes lignes de chemin de fer retient, parmi les lignes envisagées, la direction du centre de la France, sans en préciser le parcours.
La Compagnie du chemin de fer du Centre se voit concéder en octobre 1844 les lignes Orléans-Vierzon et Vierzon-Bec d’Allier (à la confluence de l'Allier et de la Loire, proche de Nevers), par Bourges et Vierzon-Châteauroux. À vrai dire, la compagnie du Centre est un « faux-nez » de la compagnie d’Orléans ; nombre de leurs administrateurs sont communs aux deux compagnies.
Par ailleurs, la Compagnie du chemin de fer de Paris à Orléans (PO) est soutenue par des intérêts industriels et miniers du centre de la France : la Compagnie des mines de la Loire à Saint-Étienne, dont 6 administrateurs sur 21 sont issus du PO (de Rainneville, Benoist d’Azy, Bartholony, de Bousquet, de Mouchy, Gustave Delahante qui en prendra la direction à partir de 1853), la Compagnie des Houillères et Fonderies de l'Aveyron à Decazeville, financée par le groupe de maisons de haute banque protestante à Paris à l’origine du PO, et la Compagnie des forges et fonderies de Montluçon, créée par Benoist d’Azy. Benoist d’Azy est également associé à Drouillard, avec lequel il prend à ferme, en 1836, la Société des Fonderies et Forges d’Alès. Il participe en 1837 à la création de la nouvelle société Émile Martin et Cie à Fourchambault.

#### L’aboutissement
Début août 1849, le PO et le Centre prennent attache avec le Saint-Étienne-Lyon, pour concurrencer un Paris-Avignon proposé par les frères Pereire qui reprendraient à leur compte les travaux déjà réalisés par l’État sur le Paris-Lyon. Le projet des frères Pereire est combattu par Bartholony et Talabot, qui craignent de se voir écarter de l’axe Nord-Sud.
Fin août de la même année, le Centre, voulant stopper ses rivaux à Lyon et prolonger sa propre ligne jusqu’à Givors par les chemins de fer de Roanne à Saint-Étienne et de Saint-Étienne à Lyon, demande la ligne Bec d’Allier-Roanne financée par un emprunt garanti par l’État. Cette demande reste sans suite. L’administration aurait voulu orienter la compagnie du Centre vers Clermont et Limoges, mais Bartholony préfère la direction de Roanne et la Méditerranée (Marseille).
En avril 1850, les parlementaires votent le principe de deux concessions entre Paris et la Méditerranée (Paris-Lyon et Lyon-Avignon) ; « la ligne était brisée ». Par suite, plutôt que de chercher à participer à une combinaison sur tout le parcours, Bartholony limite ses ambitions sur l'axe Paris-Lyon, et recherche une entente avec Talabot intéressé par le Lyon-Avignon.
Pour autant, Bartholony ne renonce pas au développement du réseau de la compagnie du Centre. En 1850, la compagnie demande à bénéficier des dispositions de la loi de 1842 pour de nouvelles concessions ; d’une part, de Bec d’Allier à Roanne et, d’autre part, vers Clermont, ainsi que plus à l’ouest de Châteauroux à Argenton, amorce de la ligne vers Limoges. La perspective d’une ligne Paris-Lyon par le Bourbonnais (Paris-Nevers-Roanne-Saint-Étienne) s’éloigne.
Finalement, le PO fusionne avec le Centre, qui a une administration commune avec le PO, le Tours-Nantes qui craint une concurrence de la compagnie de l’Ouest, et l’Orléans-Bordeaux qui redoute en restant isolée une concurrence par la ligne de Limoges.
L’administration homologue ces fusions le 27 mars 1852, en échange de l’exécution des lignes vers Roanne, Clermont, Limoges et la Rochelle.
Ainsi, en peu d’années, le PO est devenu l’arbitre des combinaisons pour la desserte du centre de la France, avec une perspective de desserte du Massif Central par Clermont et Limoges. Mais en contrepartie, le PO doit renoncer à toute nouvelle fusion avec la Compagnie du chemin de fer de Lyon à Avignon et la Compagnie du chemin de fer de Marseille à Avignon. En outre, son expansion vers le sud se trouve bloquée par la création de la Compagnie du Midi, aux mains des Pereire.

## Projet du Grand Central

### Le contexte
Le gouvernement souhaite satisfaire les demandes de concession pour la desserte du centre de la France et le sud pyrénéen tout en s’affranchissant des influences du Lyon-Méditerranée, aux mains du très entreprenant Paulin Talabot, et de celles du Paris-Orléans (PO), dirigé par François Bartholony, dont l’importance grandit à la suite des fusions précitées.
Pour leur part, les compagnies étant occupées à mener à terme les travaux engagés qui mobilisent des capitaux conséquents, elles sont peu enclines à s’investir dans la construction de nouvelles lignes irriguant des zones peu peuplées et d’accès difficile compte tenu du relief montagneux. Jusqu’ici les premières compagnies ont construit des voies ferrées en suivant généralement les vallées évasées des fleuves, ou passant d’une vallée à l’autre au moyen de faibles déclivités. Un réseau à travers le Massif Central nécessite des solutions techniques plus hardies.
Le gouvernement incite à la création de nouvelles compagnies, dont la concurrence pourrait alarmer leurs rivales nanties et les amener à composer, avec l’arbitrage de l’État. Parallèlement, afin de mobiliser les crédits nécessaires, le gouvernement appuie la création d’un nouveau type d’établissement financier : le Crédit mobilier. Fondé par les Pereire, Benoît Fould, Victor de Persigny et Charles de Morny entre autres, cet établissement bancaire peut répondre aux vœux du régime impérial pour l’équipement du pays (compagnies chemin de fer, compagnies de bateaux transatlantiques, docks, renouvellement urbain à Paris et en province …).
Cependant les opposants au Crédit mobilier, une partie de la haute banque parisienne, craignant l’émergence d’un monopole financier qui la ferait disparaître, se joignent dans un syndicat bancaire sous la houlette de James de Rothschild ; la Réunion financière.

### La concrétisation
Jusqu’alors, Morny, allié à Bartholony, l’a appuyé dans ses démarches, dans l’espoir de voir la ligne de Clermont se poursuivre à l’intérieur du Massif central. De même a-t-il souscrit au projet de Bartholony fin 1852, qui redoute un monopole du chemin de fer sous l’égide du Crédit mobilier, de fusionner le PO, le Lyon-Méditerranée et le Paris-Lyon en une Compagnie des chemins de fer du Sud qui aurait pu irriguer le Massif central. Elle aurait été l’un des quatre grands réseaux (Ouest, Nord, Est et Sud) entre lesquels la France serait divisée ; le Midi reste libre de se rattacher au Sud ou d’agir seul. Mais le journal Le Moniteur universel publie le 1er janvier 1853 l’avis défavorable du gouvernement à ce projet. Ces échecs poussent Morny à se rapprocher du Crédit mobilier des Pereire,.
Par ailleurs, des représentants des bassins miniers du Massif central manifestent la volonté de disposer de voies de communication ferroviaires pour acheminer leurs produits. Les mines de l’Aveyron notamment écoulent difficilement leur charbon par le Lot, navigable jusqu’à Bordeaux. Les hommes d’affaires se persuadent que des ressources comparables à celles de l’Angleterre dorment dans les bassins du Massif central. Le transport fait en moyenne plus de la moitié du prix de la houille. À cet égard, des représentants des mines d’Aubin (de Pourtalès et de Seraincourt), dans le bassin houiller de l’Aveyron, convainquent des investisseurs britanniques, en mal de placement ferroviaire en Grande-Bretagne, où les demandes de concessions surabondantes n’offrent plus le bénéfice de primes juteuses, à se lancer dans un projet de ligne reliant Clermont à Toulouse par Montauban desservant les mines du Massif central. Ils proposent au duc de Morny de prendre la présidence de la compagnie qui serait chargée de la construction de la ligne. Morny fait ajouter à ce projet la ligne de Limoges à Agen, proposée en vain depuis novembre 1852 par Magne (ministre des Travaux publics élu de Dordogne) à Bartholony, et celle directe d’un Bordeaux-Lyon par le sud du Massif central,, en association avec le Crédit mobilier dont Morny devient, en 1853, membre du conseil d’administration ultérieurement à sa création.
Enfin, à l’initiative de Gustave Delahante, la Compagnie des mines de la Loire, soucieuse de l’amélioration des conditions de transport de ses produits, s’accorde avec le Crédit mobilier pour faire fusionner les trois compagnies primitives de chemin de fer du bassin de Saint-Étienne. Une compagnie unique serait créée avec l’ambition de reconstruire ces lignes pour en permettre une exploitation rationnelle avec du matériel moderne. Les 22 et 27 décembre 1852 et le 6 avril 1853, des traités sont conclus entre les trois compagnies primitives   pour apporter leur concession à la nouvelle Compagnie des chemins de fer de jonction du Rhône à la Loire, dont la concession est accordée par décret du 17 mai 1853. Les statuts de la compagnie sont approuvés par décret du 30 septembre 1853. Sur un capital formé de 60 000 actions, le Crédit mobilier souscrit pour 10 000 actions et chacun des deux frères Pereire pour 1 000 actions. Si le PO voit compromis un débouché sur Lyon pour sa ligne de Moulins, Saint-Germain-des Fossés et Roanne, les Pereire sont confortés par le contrôle des points de jonction entre le Paris-Lyon, le Lyon-Méditerranée et le PO. Cette situation n’est pas pour déplaire au gouvernement qui craint la constitution d’un trop vaste réseau du Sud évoqué supra, aux mains de Bartholony (PO) et de Talabot (Lyon-Méditerranée).

## Création de la compagnie
La Compagnie du chemin de fer Grand-Central de France est fondée en juillet 1853. Elle résulte d’une convention entre Magne et la société présidée par Morny pour la concession de trois grandes lignes :
- de Clermont à Montauban, considérée comme le prolongement de Paris à Clermont vers Aurillac, Montauban, Toulouse et Foix. La desserte des bassins houillers de Brassac et de l’Aveyron (Firmi, Decazeville, Aubin) est assurée par des embranchements. La ligne comporte une section commune de 120 km avec la ligne Lyon-Bordeaux ;
- de Limoges à Agen, considérée comme prolongement de Paris-Limoges vers Périgueux et Agen, puis ultérieurement les Pyrénées. Elle traverse le Limousin et la Dordogne où se situe nombre de forges et hauts-fourneaux ;
- de Lyon à Bordeaux, pour relier le principal port de l’Atlantique avec les centres manufacturiers les plus importants du pays, et ultérieurement avec la Suisse, l’Italie du Nord et l’Allemagne centrale[36]. La ligne emprunte sur 110 km les sections de Bordeaux à Coutras[37] et de Saint-Étienne à Lyon, déjà exploitées, et 120 km de la ligne Aurillac-Lempdes de la ligne de Clermont à Montauban.

Les sections de Clermont à Lempdes (59 km), de Montauban à la rivière du Lot (en un point qui sera en définitive Figeac) (155 km) et de Coutras à Périgueux (74 km) (soit au total 288 km) sont concédées à titre définitif pour une durée de 99 ans. La compagnie s’engage à réaliser ces trois sections en quatre ans sans subvention, ni garantie d’intérêt. Ces lignes n’ont pas fait l’objet d’études préalables détaillées, ce qui explique le peu de précision de leur parcours.
Les sections de Lempdes à la rivière du Lot (156 km), de Limoges à Agen (223 km) et les deux lacunes (Périgueux-Brive et Brive au Lot formant le complément du Lyon-Bordeaux (248 km)) sont concédées à titre provisoire. L’État peut rendre définitives ces concessions dans un délai de cinq ans.
Ces 627 km totaux seront exécutés selon les dispositions de la loi du juin 1842, soit une dépense évaluée de 70 MF pour l’État (infrastructure) et 50 MF pour la Compagnie (superstructure : voie et matériel).
La convention du 30 mars 1853 relative aux concessions définitives et provisoires est approuvée par décret impérial du 21 avril 1853.
La compagnie est formée par acte notarié du 28 juillet 1853 et autorisée par un décret impérial du 30 juillet 1853.
Le capital de 90 MF (180 000 actions de 500 F ; 80 000 placées en Grande-Bretagne et 100 000 à placer par le Crédit mobilier qui n’en garde de 24 000  pour lui-même) est souscrit tant à Paris qu’à Londres avec succès dans le monde des affaires mais aussi dans le monde mondain. Au premier conseil d’administration (art. 31 des statuts de la société) siègent Morny, président, comte de Pourtalès-Gorgier, comte Charles de Seraincourt, Gustave Delahante, Calvet-Rogniat, marquis de Latour-Maubourg, Eugène Gibiat et, parmi les représentants britanniques, Laing (membre du parlement), Masterman et Uzielli (banquiers) et Hutchinson (président du Stock-exchange).

illustrations graphiques de la répartition des souscripteurs au capital de la société anonyme Cie du CDF Grand-Central de France
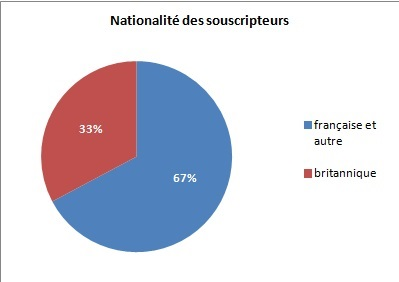
Répartition des actionnaires selon leur nationalité.
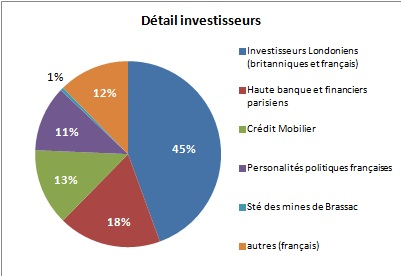
Répartition des actionnaires selon leur qualité.
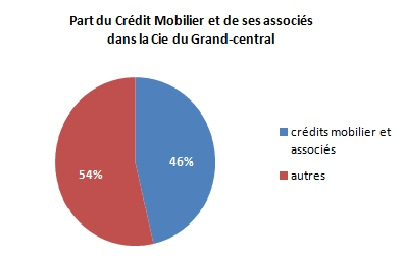
Part du Crédit mobilier et de ses associés parmi les actionnaires.

Peu de temps après, le 26 décembre 1853, sous l’égide du Crédit mobilier, le Grand-Central rachète la Compagnie des chemins de fer de jonction du Rhône à la Loire (150 km) ; il faut « donner de l’élan » aux titres du Grand-Central. Cette acquisition donne lieu à l’émission de nouvelles obligations pour 30 MF (affectés à la rectification, l’amélioration et l’exploitation des chemins de fer rachetés) et d’une modification des statuts du Grand-Central.

## Syndicat duBourbonnais
En 1853, pour éviter la constitution d’un réseau Midi-Grand-Central pour lequel les Pereire demanderaient une entrée sur Paris, le PO et le Paris-Lyon proposent de construire ensemble une ligne de Corbeil à Nevers, à laquelle Morny souhaite être associé. Le projet n’aboutit pas.
L’année suivante, en 1854, une société à capitaux lyonnais propose la construction d’une ligne Paris-Lyon par Tarare empruntant la direction du Bourbonnais,. Face à ce danger, le PO, le Grand-Central et le Paris-Lyon s’entendent le 31 janvier 1855 pour former un syndicat afin de construire et exploiter, à frais communs, une ligne Paris-Lyon par Nevers, Moulins, Roanne, Saint-Étienne et Givors , aux conditions suivantes :
- le Grand-Central apporte l’ex Rhône et Loire au syndicat (au 1er janvier 1856) ;
- le PO cède au syndicat les lignes Nevers-Saint-Germain-des-Fossés (au 1er janvier 1856 ; le PO conserve le droit d’exploiter ses trains entre Le Guétin (Bec d’Allier) et Nevers en payant au syndicat la moitié des taxes perçues[50]) et Saint-Germain-des-Fossés-Roanne (après achèvement des travaux) ainsi que Juvisy-Corbeil (après achèvement des travaux) ;
- le PO cède au Grand-Central (après achèvement des travaux par le PO) la ligne Saint-Germain-des-Fossés-Clermont (en échange de cette section, Bartholony demandait, en vain, la ligne Limoges-Périgueux-Coutras du Grand-Central[51]) ;
- le syndicat exécute la ligne Paris-Nevers-Clermont ;
- le syndicat s’engage à construire la ligne Roanne-Lyon par Tarare, sans en fixer le délai d’exécution, et un embranchement vers Vichy[52].

Le 2 février et le 6 avril 1855, le ministre des Travaux publics entérine le traité formant le Syndicat du Bourbonnais et concède aux trois compagnies, sans subvention ni garantie d’intérêt, les lignes de Nevers à Corbeil et à Moret, de Roanne à Lyon par Tarare et de Saint-Germain-des-Fossés à Vichy.
Un décret du 7 avril 1855 officialise la convention entre le ministre et le Syndicat du Bourbonnais. Le syndicat est définitivement formé le 12 juin. Il est dirigé par un conseil d’administration composé de quatre représentants des compagnies initiatrices. Le réseau concédé à ce syndicat prend le nom de Chemin de fer de Paris à Lyon par le Bourbonnais.
Le Syndicat du Bourbonnais répond au souci de l’administration d’éviter la concurrence effrénée de deux compagnies distinctes entre Paris et Lyon, alors que la Cie de Paris à Lyon par la Bourgogne a connu maintes difficultés à se former, ainsi que la constitution d'un monopole préjudiciable au commerce et à l’industrie dans l’éventualité d’une fusion entre les trois compagnies instigatrices du syndicat et le Lyon- Méditerranée.
Mais surtout, la formation du Syndicat du Bourbonnais marque la rupture de Morny avec le Crédit mobilier. Si la formation du syndicat rassure Bartholony et Talabot, elle ne satisfait pas complètement les dirigeants du Grand-Central qui voit s’éloigner la perspective d’une entrée indépendante sur Paris : « Le jour où intervint la solution du chemin de fer du Bourbonnais, l’équipe du Grand Central, jusqu’alors rattachée au Crédit mobilier, devait passer dans le camp adverse [la Réunion financière]. Morny et Delahante firent donc scission. Le jour où la maison Rothschild obtint les chemins de fer lombards, Galliera devait la rallier. »

## Extension du réseau

### Les concessions éventuelles devenues définitives

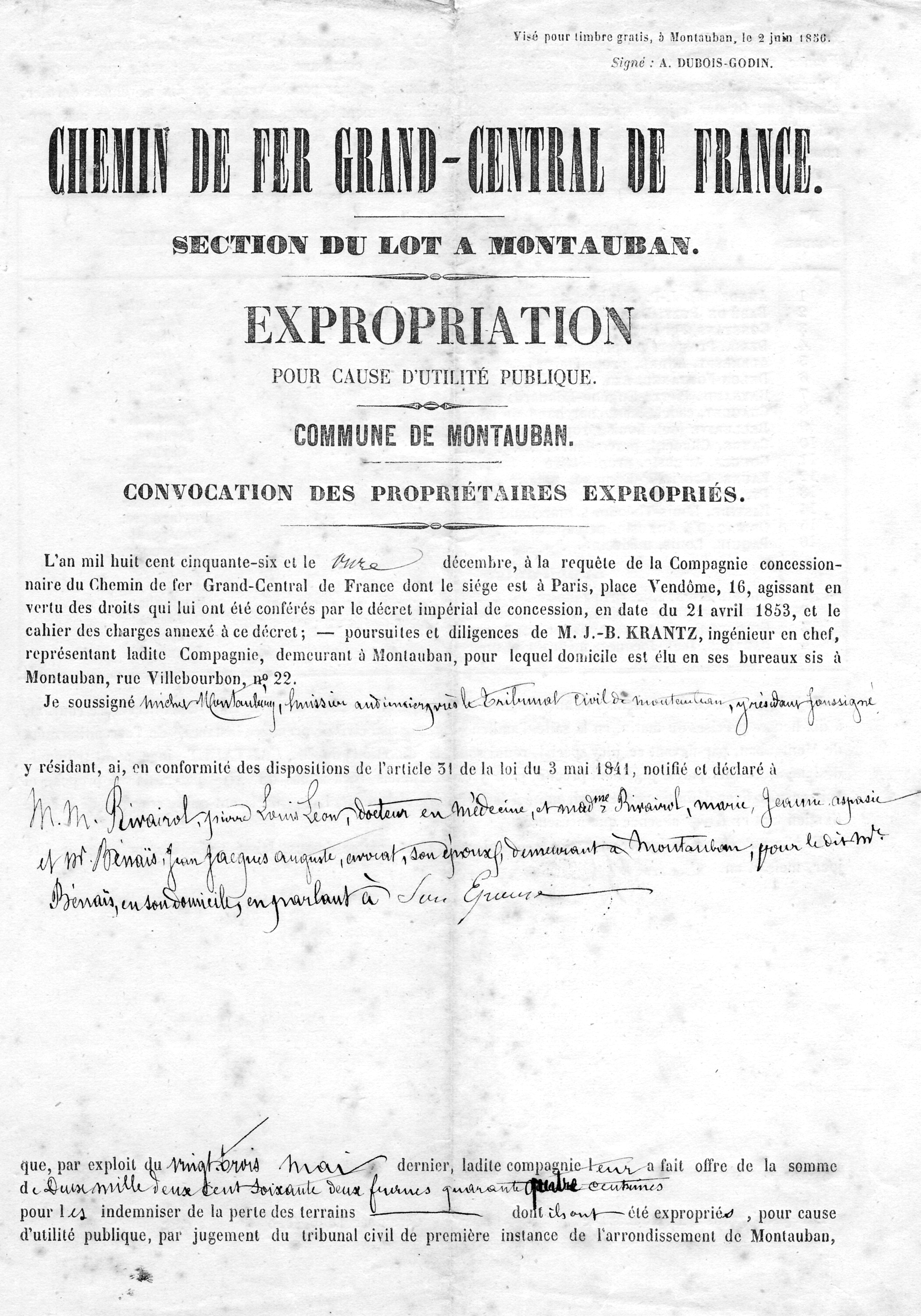
Avis d’expropriation

La loi du 2 mai 1855 valide la convention du 2 février entre le Grand-Central et le gouvernement relative :
- à la concession définitive des sections de lignes figurant à titre provisoire en 1853 lors de la création la compagnie (art. 1er de la convention) ;
- au prolongement de l’embranchement du Lot, sur la ligne Clermont-Montauban, à Marcillac (25 km) (art. 2), moyennant une subvention de 2 MF (art. 7) ;
- à la remise par le PO au Grand-Central de la section achevée Saint-Germain-des-Fossés-Clermont de la ligne du bec d’Allier à Clermont (art. 3) ;
- au détail des parcours des sections (art 4) :
  - de Lempdes au Lot (Figeac)[60], de la ligne de Clermont-Montauban ;
  - de Périgueux au Lot et de Lempdes à Saint-Étienne[61] de la ligne de Bordeaux à Lyon ;
  - de Limoges à Agen ;
- à l’engagement de la compagnie à exécuter à ses frais, risques et périls tous les travaux des chemins de fer précités dans un délai de 3 à 11 ans (art. 5) ainsi qu’à la subvention de 76 MF versée sur neuf ans pour l’ensemble des lignes devenues définitives (art. 6).

Un cahier des charges supplémentaires est annexé à la loi
Au total, le Grand-Central se charge, déduction de la subvention de l’État, de 130 MF de travaux, contre 50 MF pour les lignes concédées en 1853. Le pays traversé par le Grand-Central étant de beaucoup le plus difficile et le moins riche, le concours de l’État n’avait rien d’exagéré. En comparaison, ce concours représente une subvention de 72 000 F/km, contre 140 000 F/km pour le PO, 164 000 F/km pour le Midi et 200 000 F/km pour le Lyon à la Méditerranée.
Si l’existence de la compagnie est confirmée, elle le paye à un prix fort. Pour se sauver, elle ouvre de nouvelles perspectives vers les Pyrénées et en Espagne.

### Les dernières extensions
Toujours entreprenant, Morny s’affronte au PO en fusionnant (traité du juin 1855) dans le Grand-Central la Compagnie du Chemin de fer de Montluçon à Moulins (85 km), concédée le 16 octobre 1854, avec l’ambition de rejoindre Bourges et Chalon-sur-Saône. La ligne, à l’origine de laquelle on trouve Donon (banquier de Morny) et de Seraincourt (instigateur de la ligne de Clermont à Montauban, un des propriétaires des mines de Fins et de Noyant) dessert plusieurs concessions minières ainsi que des établissements métallurgiques (Sté des forges de Chatillon et Commentry, Fonderie de Fourchambault entre autres).
Cette acquisition conduit à une modification des statuts de la Compagnie du Grand-Central pour tenir compte de la création de 44 000 nouvelles actions représentant le fonds social du Montluçon-Moulins ; une action de ce dernier est échangée contre une action du Grand-Central.
Enfin, le Grand-Central achète (14 mars 1855) la Compagnie minière et métallurgique du bassin d’Aubin (fondée par Morny et de Seraincourt) pour s’assurer la fourniture de rails dont il risque de manquer compte tenu de l’intensité de la demande dans tout le pays. Cette acquisition nécessite l’émission d’un emprunt de 25 MF répartis en 90 000 obligations. La gestion de cet ensemble industriel est prise en régie par le Grand-Central le 1er mai.
Par ailleurs, trois embranchements sont autorisés à se raccorder au Grand-Central au profit de :
- la Sté Herbert et Cie qui exploite la sucrerie de Bourdon près de Clermont-Ferrand (Puy de Dôme) afin de relier l'usine à la ligne Clermont-Lempdes (le décret du 28 octobre 1854 concède pour 99 ans un embranchement de 4 km)[68].
- la Sté de la houillère de Montieux (Loire) pour un embranchement d’une longueur de 500 m réalisé par la société elle-même (24 novembre 1854)[69].
- la Compagnie des mines de houille de Roche-la-Molière et de Firminy (Loire) (15 décembre 1855)[70].

## Les projets avortés

### La tentative du réseau pyrénéen
Fort des nouvelles concessions reçues en 1855, Morny souhaite affranchir le Grand-Central des Pereire et du Crédit Mobilier. Le Syndicat du Bourbonnais lui offrant la possibilité d’une entrée sur Paris, il revendique l’attribution du réseau pyrénéen pour former un grand réseau de Paris au sud de la France.
Toutefois, le groupe de Morny (Morny, Delahante) est en butte à des difficultés de financement. Un rapprochement vers la maison Rothschild semble opportun. C’est alors que germe chez Morny et ses alliés (Donon) l'idée de créer un nouvel établissement bancaire pour éviter l’emprise total du Crédit Mobilier.
Plusieurs compagnies sont sur les rangs pour la concession du réseau pyrénéen, dont le Midi des Pereire. Déjà en juillet 1854, Morny avait sollicité une ligne Agen-Tarbes financé par une subvention de 7 MF. Malgré l’appui de Rouher, l’affaire ne se fait pas. En janvier 1855, l’administration des Ponts & Chaussées envisage un syndicat, à l’instar de celui du Bourbonnais, réunissant le Midi et le Grand-Central et le réseau pyrénéen. Le gouvernement est cependant réticent à confier aux Pereire un nouveau réseau alors qu’ils disposent déjà, en plus du Midi, de l’Ouest, de l’Est et ont des intérêts dans le Nord et le Paris-Lyon. Rothschild et Talabot s’inquiètent de ce projet. Bartholony est également sur les rangs. Devant l’intérêt d’un éventuel débouché du Midi sur Paris, les Pereire relancent une combinaison associant le Grand-Central, le Midi et le réseau pyrénéen, mais y renoncent en raison des lourds investissements nécessaires pour la construction des lignes en montagne et surtout de la forte opposition de leurs adversaires.
Pour convaincre le gouvernement, Morny se lance dans des projets espagnols, en faisant miroiter une possible connexion du réseau pyrénéen avec l’Espagne.
En août 1854, le Grand-Central s’accorde avec l'entrepreneur espagnol José de Salamanca pour lui racheter la concession Madrid-Alicante. Une avance de trois millions de francs est faite après accord entre Morny et Rothschild. En janvier 1856, Morny, Delahante et le comte Le Hon (l'administrateur du Grand-Central) se portent candidats à la concession du Madrid-Saragosse, en sollicitant une subvention de 240 000 réaux/km. Les Pereire postulent également pour une subvention inférieure. Finalement la ligne est accordée, parmi cinq candidats, au Grand-Central en mars 1856, pour une subvention de 209 999 réaux/km contre 235 500 réaux/km aux Pereire. Le financement est assuré à parts égales entre le Grand-Central et Rothschild. Ultérieurement, la ligne est réunie à celle d’Alicante pour former la Compagnie de chemin de fer de Madrid à Saragosse et Alicante.
Le gouvernement reste cependant sourd aux projets espagnols de Morny en vue de l’attribution du réseau pyrénéen.

### La recherche d’une entrée sur Paris
Rouher, ministre des Travaux publics, refusant toujours à Morny de céder au PO la ligne Limoges-Périgueux-Coutras, que Bartholony avait demandée à l’occasion de la formation du Syndicat du Bourbonnais en échange des apports du PO, Morny sollicite, en avril 1856, une ligne Paris-Vendôme-Tours-Limoges pour disposer ainsi d’une tête de ligne indépendante à Paris et s’affranchir du Syndicat du Bourbonnais. À cette fin, Morny se rapproche de la Compagnie du réseau du Sud-Ouest qui s’était constituée pour l’étude d’une ligne Paris – Tours par Dourdan, Châteaudun, Vendôme et Châteaurenault. Le projet reste sans suite.
En réplique, le PO demande une seconde ligne Paris-Dourdan-Vendôme-Tours en prolongement du Paris-Orsay que Bartholony vient d’approcher (traité entre le chemin d’Orsay et le PO en date du 18 juin 1855, rachat en avril 1857 homologué par décret du 19 juin 1857).
La question d’une entrée dans Paris est avancée pour faciliter un arrangement plus large avec le PO et le Paris-Lyon.
Le projet de Morny d’un grand réseau reliant Paris au sud du pays et à l’Espagne ne peut se réaliser qu’en concurrence ou par une fusion avec le PO et le Midi. Mais l’administration est hostile à perturber les compagnies en place, alors que la situation financière du Grand-Central n’est pas des plus solides pour construire de nouvelles lignes ; à la fin de 1854, il n’a réuni que 45 MF sur un capital de 90 MF et traîne un fardeau de 109 millions d’obligations, legs du Rhône et Loire. Le prix de l’action oscille entre 375 F et 532 F, pour une valeur de 500 F au pair.

## Réalisations

### Les travaux

#### Grand-Central
Le Grand-Central est la première compagnie à pénétrer au cœur d’un massif montagneux. Jusqu’alors, les chemins de fer n’ont abordé le Massif central qu’à sa périphérie ; Saint-Étienne – Andrézieux, Saint-Étienne – Lyon, La Grand’Combe – Alais. Ces chemins de fer ont avant tout une vocation industrielle, à savoir le transport de la houille. Cependant, le rôle du Grand-Central pour la création d’un véritable réseau dans le Massif Central ou pour la résolution des problèmes de circulation dans cette région ne doit pas être surévalué. Malgré la mise en service de la voie ferrée Clermont-Brassac, la navigation sur l’Allier permet encore d'acheminer une quantité importante de la houille de Brassac qui n’arrive pas à concurrencer, à Moulins ou Nevers, la houille venant de Saint-Étienne.

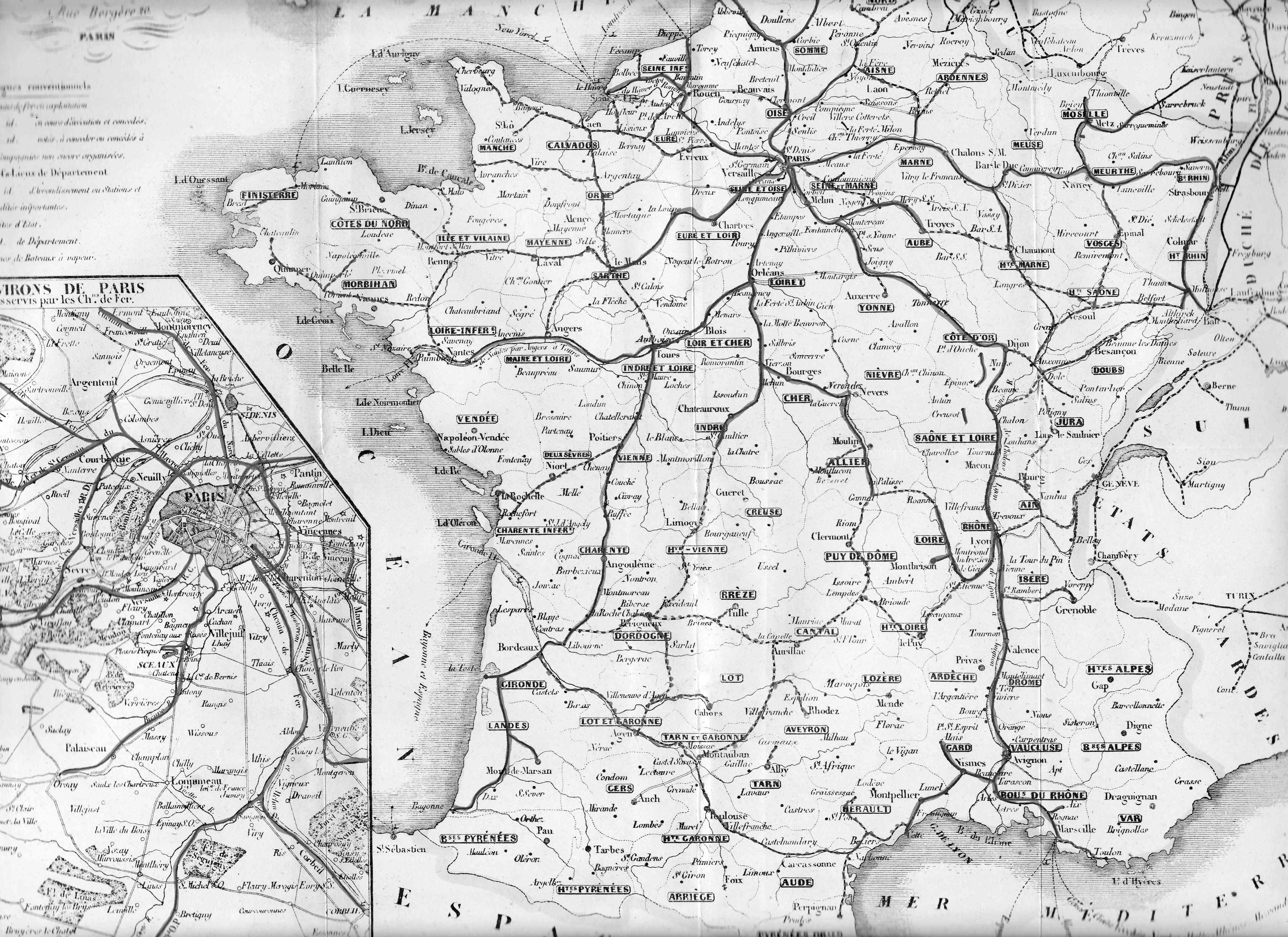
Carte des chemins de fer en France en 1855

Bien que les textes portant concession des lignes fassent mention des lieux de passage, le détail du tracé retenu doit être modifié au moment des travaux, notamment pour le passage par Lempdes. Ainsi, au lieu de se diriger vers Lempdes, sur l’Alagnon comme prévu initialement, avec un embranchement sur Brassac à partir de la confluence de l’Allier et de l’Alagnon au Saut-du-Loup, la ligne dessert directement Brassac au-delà de laquelle s’embranche à Arvant la ligne vers Lempdes.
Les travaux avancent simultanément sur les trois sections :
- Clermont - Arvant, confiée à l’ingénieur des Ponts & Chaussées Welter, construite dans la plaine de la Limagne, est ouverte par étapes entre juillet 1855 et mai 1856 (Clermont-Brassac, puis Brassac-Arvant) ;
- Coutras - Périgueux, confiée à l’ingénieur des Ponts & Chaussées Gérardin, qui n’offre pas un profil difficile, est ouverte en juillet 1857 ;
- Montauban au Lot (Capdenac), confiée à l’ingénieur des Ponts & Chaussées Cousin (remplacé en 1854 par Ferrand du Chemin de fer de jonction du Rhône à la Loire)[86], qui a nécessité de considérables travaux de terrassement ainsi que la construction de 26 tunnels et de 27 ponts, et qui ne sera ouverte à la circulation qu’en août 1858.

Sur l’embranchement du Lot (Figeac) à Rodez, la section du Lot à Cransac (peu après Aubin) est terminée en décembre 1855.
Certains des travaux sont menés sans autorisation de l’administration et dans la précipitation des entrepreneurs, tels J. Lacroix et Calley de St Paul sur les sections Clermont-Lempdes et du Lot à Montauban. Aussi, le Grand-Central confie-t-il à l’entreprise Parent & Shaken de remplacer des entrepreneurs incompétents. Sur la section Périgueux-Coutras, les travaux menés par l’entreprise Hunnebelle et Lenoir sont réalisés dans les délais.
Au printemps 1856, les inondations de l’Allier occasionnent des dégâts sur la voie aux Martres et dans la plaine d’Issoire (ponts détruits, voie à déplacer ou à reconstruire).

#### Syndicat du Bourbonnais
Au moment de la constitution du syndicat, la section Nevers-Roanne est en cours de construction par le PO et terminée par lui (jusqu’à la reprise du Bourbonnais par le PLM en 1857) sous la direction de Pierre-Dominique Bazaine (1809-1893), appelé au Bourbonnais en qualité d’ingénieur en chef en 1855.
La section St Germain des Fossés-Clermont est ouverte à la circulation en mai 1855 et remise par le PO conformément aux dispositions prises lors de la constitution du syndicat et validées par la loi du 2 mai 1855 relative à l’extension du réseau du Grand-Central.
De même que pour la section en amont de Clermont, les inondations de l’Allier au printemps 1856 occasionnent des dégâts.
Sur l’ex Rhône et Loire, les travaux de reconstruction commencés en septembre 1854 sous la direction de Bazaine sont terminés en 1857 par le PLM (la mise en service de la nouvelle ligne Lyon-St Étienne-Roanne intervient le 20 novembre 1857, qui sera suivie de la courte section Roanne-La Palisse l’année suivante avec la construction de la nouvelle gare de Roanne, en remplacement de l’ancienne de la Compagnie du chemin de fer de Saint-Étienne à la Loire, et du pont sur la Loire).
Cette reconstruction a été confiée à l’entreprise Parent & Shaken et conduite par ses chefs de travaux Charles et Michel.

### Le matériel roulant
Début 1854, le Grand-Central acquiert à Clément-Désormes, pour 1,8 MF, son entreprise d’Oullins pour en faire les ateliers du matériel de la compagnie qui furent loués par la suite, à compter du 1er août 1854, à l’entreprise Parent & Schaken pour une durée de 6 ans,,.
Le Grand-Central hérite du parc de locomotives subsistantes du Rhône-et-Loire issues des trois compagnies primitives (Saint-Étienne - Andrézieux, Lyon - Saint-Étienne et Andrézieux - Roanne), soit huit locomotives pour trains de voyageurs (ateliers de Feurs et Clément-Désormes) et 45 pour trains de marchandises (Schneider, Verpilleux, Clément-Désormes et Koechlin) mais, pour la quasi-totalité, rapidement réformées ou vendues entre 1856 et 1858, les quelques machines survivantes étant reprises par la PLM sous les n° 1951-1955.
Parent & Shaken livre de septembre à décembre 1855 un premier lot de neuf locomotives mixtes de type 120 (33 T – roue motrice Ø 1,60 m) pour le service voyageurs des lignes du Rhône-et-Loire, selon les plans de Bousson et modifiées en cours de construction par Houel et Caillet chefs des ateliers d’Oullins (reprises par le PLM sous les n° 717-726 puis renumérotées 824-833,). Parent & Shaken construit un deuxième lot de seize locomotives mixtes de type 120 (32 T – roue motrice Ø 1,60 m), mises en service de juin 1857 à mars 1858, étudiées par Houel et Caillet sous la direction de Phillips ingénieur en chef du Grand-Central (10 machines reprises par le PLM sous les n° 727-736 puis renumérotées 852-861,). Enfin, un troisième lot de trente locomotives mixtes est commandé à Cail (vingt pour la section de Rhône-et-Loire) et Koechlin (dix pour la ligne du Bourbonnais) de type 120 (29,5 T – roue motrice Ø 1,60 m) qui sont directement livrées au PLM (n° 751-780 puis renumérotées 862-891), après la disparition du Grand-Central.

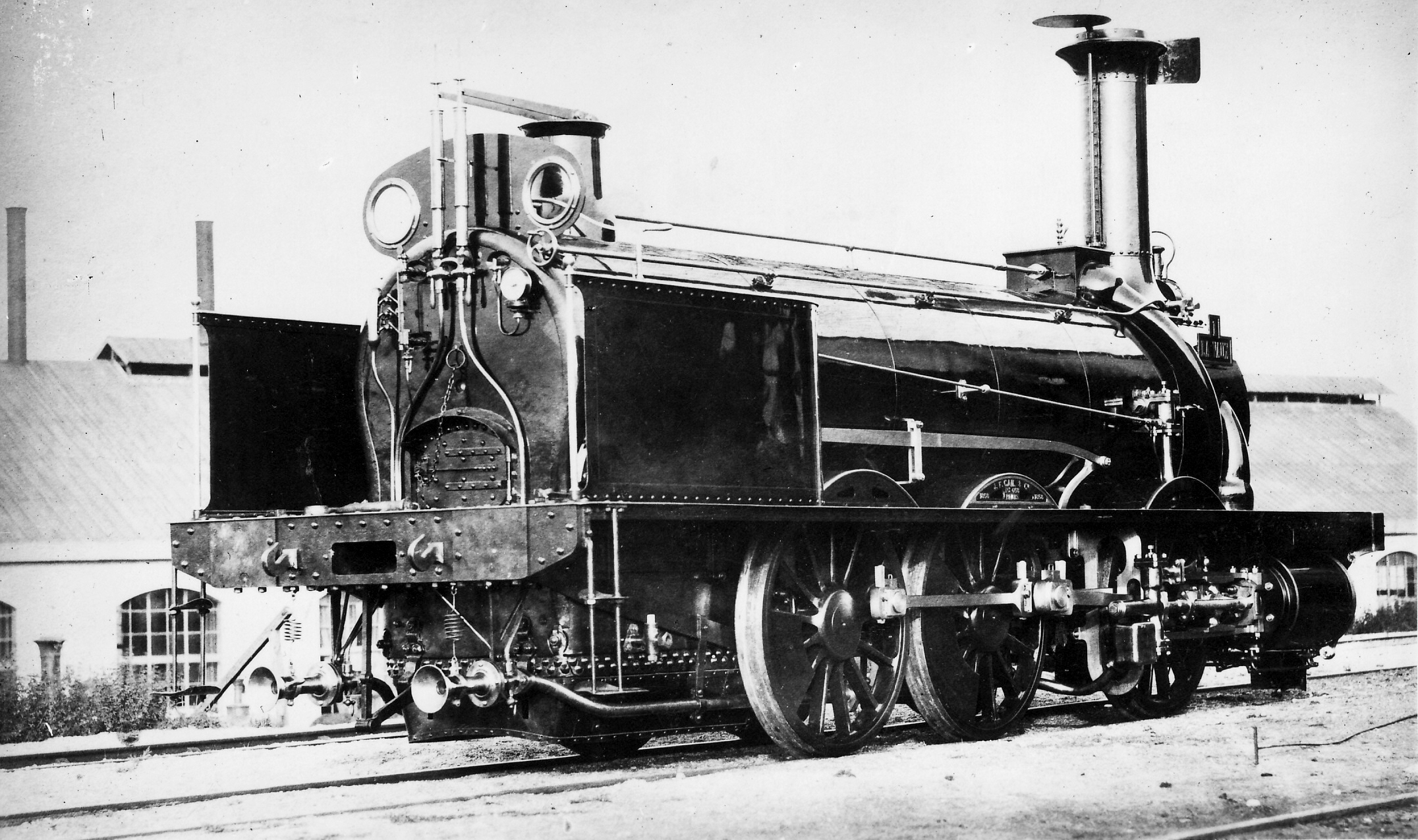
Locomotive type 030 Bourbonnais en état d’origine, construite par J. F. Cail & Cie en 1858 pour la compagnie Ouest-Suisse et portant le n° 1 "Le Vaux" d'une série de cinq locomotives.

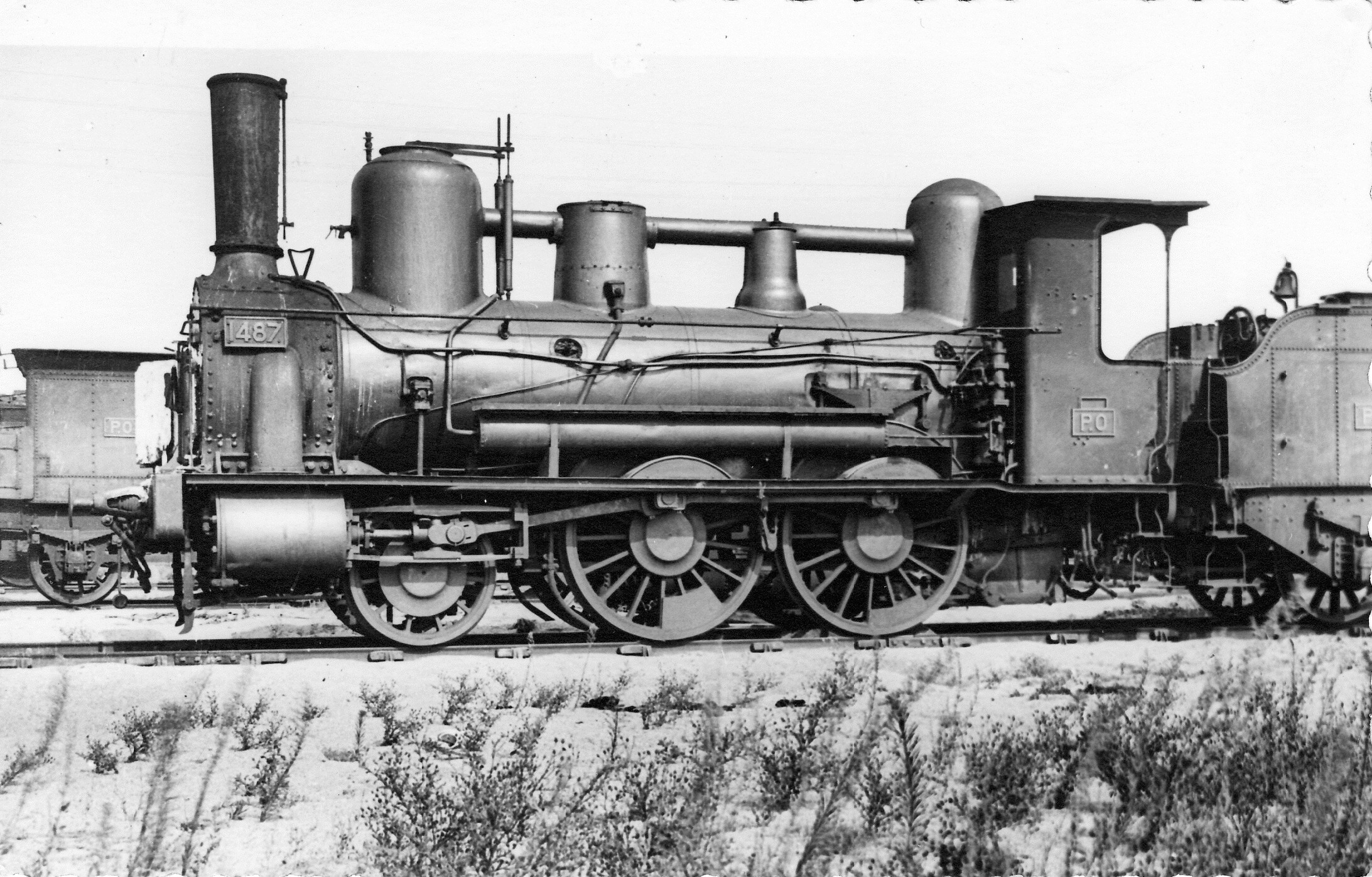
Locomotive type 120 PO n° 1487 (ex Grand-Central) après transformation.

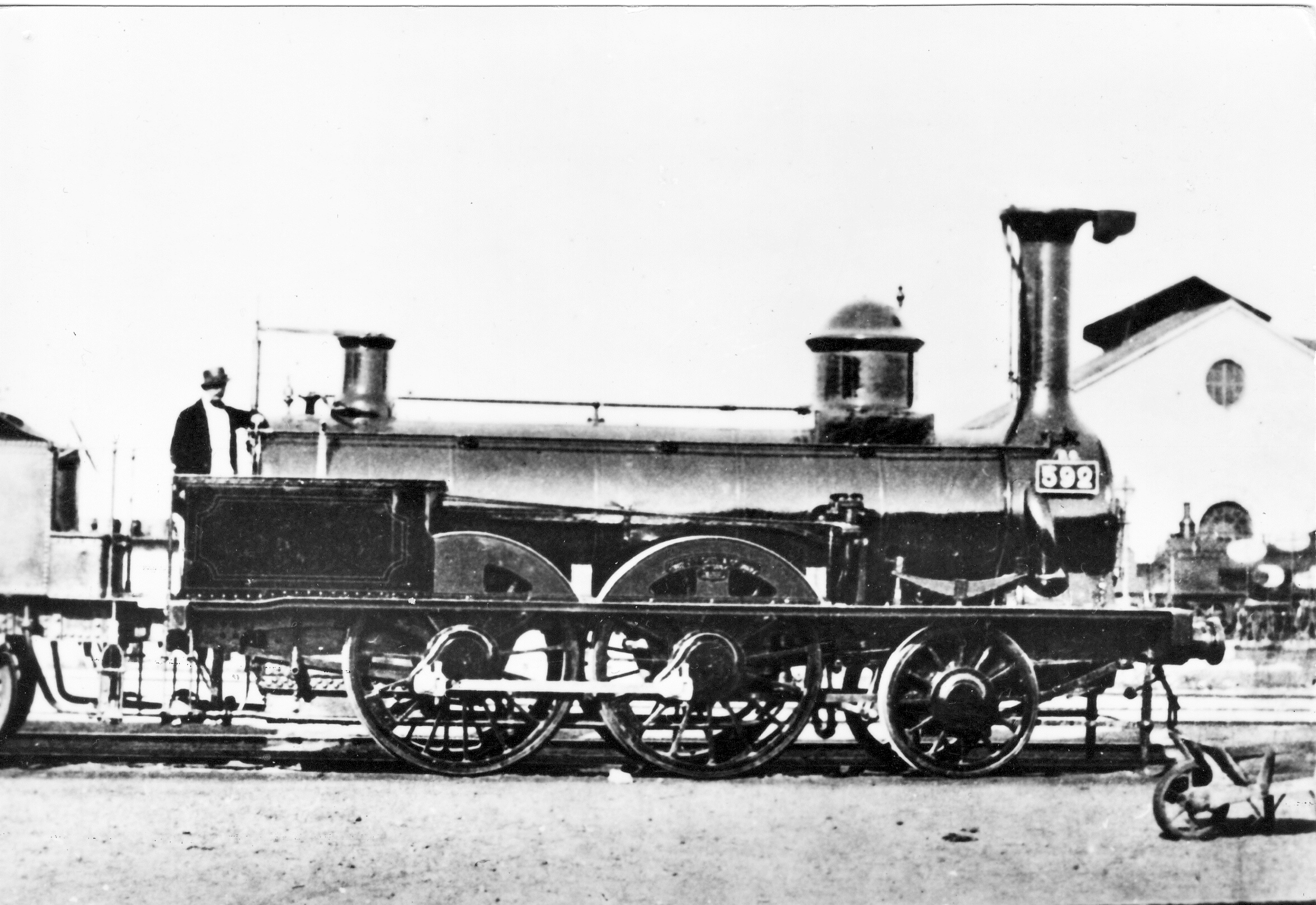
Locomotive type 120 PO n° 592 (ex Grand-Central) en état d'origine.

Les premières locomotives marchandises neuves commandées par le Rhône-et-Loire sont livrées en décembre 1854 et en janvier 1855 au Grand-Central ; 5 machines de type 030 (22-23 T – roue motrice Ø 1,17 m), pour les lignes de l’ex réseau Rhône-et-Loire, étudiées par Clément-Désormes avant son départ et terminées par les ateliers d’Oullins (seules 4 machines seront reprises par le PLM sous les n° 1956-1959). Conçues aux normes du réseau Rhône-et-Loire avant sa reconstruction, elles sont réformées par le PLM entre 1859 et 1866, hormis la machine n° 1958 réformée en 1885. Compte tenu de leurs caractéristiques et ne pouvant être utilisées sur une autre partie du réseau, elles ont assuré essentiellement des trains voyageurs entre Rive-de-Gier et Saint-Étienne, puis des manœuvres sur les embranchements. Par la suite Parent & Shaken livre une première série de 12 locomotives de type 030 (37,5 T - roue motrice Ø 1,30 m), livrées de mars 1856 à novembre 1856, étudiées par Houel et Caillet sous la direction de Phillips ingénieur en chef du Grand-Central,, reprises par le PLM sous les n° 1451-1466 puis renumérotées à compter de 3A1. Puis une seconde série de 18 locomotives du même type 030 (35,3 T - roue motrice Ø 1,30 m), livrée de mars à novembre 1857, reprises par le PLM sous les n° 1467-1480 puis renumérotées dans la série 3A1. Enfin, le Grand-Central reçoit la livraison d’une dernière série reprises par le PLM sous les n° 1481-1488 puis renumérotées dans la série 3A1. Ces deux dernières séries de locomotives 030 pour trains de marchandises servent de modèle à une série de machines pour la ligne de Nevers à Roanne (initialement numérotée Grand-Central 081 à 100) livrées au PLM en 1858 sous les n° 1513 à 1532 puis renumérotées à compter de 3B1, qui sont les premiers exemplaires de la longue série de locomotive « Bourbonnais »,.
À ce dénombrement des machines du Grand-Central reprises par PLM, s’ajoute celui des machines du Grand-Central reprises par le PO ; vingt-six locomotives type 120 numérotées 566 à 591 puis 1466-1491, huit locomotives type 120 numérotées 592 à 600 puis 1492-1500, cinq locomotives type 030 numérotées 995 à 1000 puis 1510-1515, douze locomotives type 030 numérotées 983 à 994 puis 2983-2294.
Pour le parc remorqué, le Grand-Central dispose de 309 voitures à deux essieux et 41 fourgons qui seront repris par le PLM (86 voitures [9 de 1re classe, 7 mixtes 1re/2e, 24 de 2e classe, 46 de 3e classe] et 12 fourgons) et le PO (223 voitures et 29 fourgons). S’y ajoutent des wagons de marchandise.
Le Bourbonnais dispose d’un parc de 147 voitures et des fourgons à bagages, et des wagons de marchandises.
L’exploitation du Grand-Central est confiée à Parent & Shaken (traction et entretien du matériel) de l’ex-réseau Rhône-et-Loire.
S’agissant du Syndicat du Bourbonnais, la ligne St Germain des Fossés-Clermont-Lempdes est exploitée par le PO jusqu’à la mise en service de locomotives du Grand-Central en 1856. De même, les sections Paris-Juvisy et Paris-Moret sont exploitées respectivement par le PO et le Paris-Lyon.

## Chute

### L’impasse financière
Malgré l’activisme de Morny, la situation du Grand-Central n’est pas florissante. La compagnie est bloquée au Nord (pas d’entrée dans Paris) et au Sud (pas de réseau pyrénéen). Avec l’addition du Montluçon-Moulins, son réseau est long de 1 240 km. Les dépenses réalisées sont de 100 MF alors que l’on estime à 300 MF les travaux restant à faire.
Début 1856, le gouvernement décide brusquement de refuser, pour l’année, l’émission de valeurs nouvelles (action, obligations).
S’agissant du Grand-Central, « La compagnie avait presque consommé son fonds social et se trouvait aux prises avec les difficultés les plus sérieuses, pour réaliser les emprunts qui lui étaient indispensables. » Le conseil d’administration du Grand-central, le 3 mai 1856, a demandé et obtenu les pleins pouvoirs pour procéder, selon les circonstances, soit à une reconstitution [fusion/cession/échange], soit à une liquidation de la société. En 1856, les souscripteurs d’actions de 1853 n’avaient versé que 350 F sur les 500 F au pair. De même, l’emprunt de 1855 pour l’acquisition d’Aubin n’a été souscrit qu’à 82 %.
Si le Syndicat du Bourbonnais en 1856 arrive à émettre 186 000 obligations de 500 F, comme autorisé lors de sa constitution, il n’en place que 25 000 seulement, l’année suivante.
Une crise commerciale et financière venue des États-Unis atteint la France en 1857 qui a des répercussions sur le taux d’émission des obligations élevant ainsi leur futur coût de remboursement et diminuant d’autant le dividende des actionnaires. Cette circonstance agit sur le cours des actions qui diminue d’un tiers à la fin de l’année 1857. La part des obligations dans le capital des compagnies est passée de 48 % en 1855, à 53 % en 1856 et 60 % en 1857.
Malgré la mise en service des premières sections de lignes en 1855, aucun versement de dividende n’est prévu avant cinq ans. Les actionnaires s’impatientent du retard mis à l’ouverture des lignes et ne répondent qu’avec réticence aux appels de libération du capital ; les actions ne trouvent pas preneur. Après l’euphorie de 1852-1853, le marché des titres de chemin de fer s’essouffle à partir de 1855. Le bruit court dans le public, non sans raison, que les obligations servent à payer des dividendes plutôt qu'à financer les travaux.
À l’été 1856, les travaux sont arrêtés faute de capitaux ; les actionnaires cessent leurs versements.
La question du partage du Grand-Central devient d’une actualité brûlante pour l’administration.

### Les ultimes combinaisons
Rouher et Franqueville, directeur général des Ponts & Chaussées et des chemins de fer, sont hostiles aux projets de Morny. Ses multiples demandes de concessions remettent en cause le concept de réseau et contreviennent au principe de « monopole régional » des compagnies dont Morny avait pourtant lui-même fait l’apologie en 1852, ne faisant qu’attiser la spéculation. Pour autant, il faut éviter la catastrophe d’une liquidation du Grand-central et ne pas priver le centre de la France des lignes que l’on lui a fait espérer. Circonstance fâcheuse alors que des élections doivent se dérouler en juin et juillet 1857.
Le PO est la compagnie la plus concernée par le destin du Grand-Central ; trois points de contact mettent les deux compagnies en communication (Coutras, Limoges et Nevers [au Bec d’Allier]) et elles collaborent au Syndicat du Bourbonnais. Par crainte d’une fusion entre le Grand-Central et le Midi, en mai 1856, Bartholony annonce le projet d’une fusion entre le PO et le Grand-Central, dès que toutes les sections en construction seraient achevées et après deux ans d’exploitation pour permettre une évaluation du prix d’achat. Ce projet d’une aussi vaste extension alarme les autres compagnies.
Le Midi craint d’être marginalisé. Aussi, en juillet les Pereire demandent-ils le Grand-Central et le Bourbonnais, ou au moins une entrée sur Paris. L’Empereur craint l’émergence de compagnies si importantes qu’il ne soit plus possible ensuite de d’exiger d’elles une compensation suffisante pour prendre en charge des lignes complémentaires.
Au second semestre 1856 ont lieu des négociations en vue de constituer une union financière (« omnium »), associant Rothschild, les Pereire et des capitaux britanniques, afin d’exécuter les lignes non seulement du Bourbonnais et du Grand-Central, mais aussi du réseau pyrénéen. Plus largement, cette union financière au capital de 120 MF aurait pris en charge le financement de tout le réseau français. Compte tenu de l’état du crédit dans le pays, ce projet fit long feu.
Face à ces atermoiements et lassés des incessantes combinaisons de moins en moins compréhensibles, les actionnaires britanniques du Grand-Central se retirent.
Le gouvernement conditionne la fusion avec le PO à la prise en charge du réseau pyrénéen, ce que refuse Bartholony faute d’obtenir une subvention et une garantie d’intérêt en contrepartie.
Début 1857, le ministre Rouher propose le partage du Grand-Central entre le PO, le Paris-Lyon et le Lyon-Méditerranée qui, ces derniers en échange, fourniraient chacun un 1/3 de la somme de 24 MF initialement prévue pour la subvention du réseau pyrénéen. Le projet échoue lorsque l’on apprend que le Grand-Central coûte 91 MF de plus qu’il ne l’avait déclaré. Rouher refuse de réviser la loi de concession du Grand-Central ; il aurait fallu avouer l’erreur gouvernementale devant le Corps législatif.
Dans une dernière tentative, Bartholony, propose de construire le réseau pyrénéen en contrepartie d’une subvention de 16 MF payée par les deux compagnies de Lyon.
Finalement, le 7 mars 1857 le conseil d’administration du Grand-Central accepte le principe d’une fusion avec le PO et le Lyon-Méditerranée ; venant au secours de Bartholony, Talabot offre de prendre en charge le 1/4 de la concession du Grand-Central et 34 % de son actif et de ses charges.
Ce projet est suspendu dans l’attente des négociations de fusion entre le Lyon-Méditerranée et le Paris-Lyon qui ne pouvait rester une artère « sans ramification ».

### Le partage
« Ce fut le partage des « os dispersés » de ce géant sous les pas duquel le terrain se dérobait à vue d’œil. »

Carte du réseau du Grand Central de France en 1857

Le 11 avril 1857, un traité est passé entre le PO, le Paris-Lyon et le Lyon-Méditerranée :
- pour le PO : les lignes Limoges-Agen, Coutras-Périgueux, Périgueux au Lot, du Lot à Montauban avec embranchement sur Rodez, d’Arvant par Aurillac au chemin de Périgueux au Lot, de Montluçon à Moulins auxquelles sont ajoutés les forges, mines et ateliers de la régie d’Aubin ainsi que les droits aux embranchements de Cahors, Villeneuve d’Agen et Tulle.
- pour le Paris-Lyon et le Lyon-Méditerranée : les lignes de St Germain-des-Fossés à Clermont, de Clermont à Arvant, d’Arvant à St Étienne par Le Puy, et le 1/3 du Bourbonnais appartenant au PO ainsi que le 1/3 appartenant au Grand-Central.

La subvention de 78 MF (76+2) consentie au Grand-Central est répartie entre 72 MF pour le PO et 6 MF pour le Paris-Lyon et le Lyon-Méditerranée.
La disposition principale est que l’intérêt et l’amortissement des obligations émises et à émettre sont portées, en cas d’insuffisance du produits des sections exploitées, au compte d’établissement et non au compte d’exploitation. Or pour le PLM, le compte d’établissement sera arrêté au 31 décembre 1864 et pour les lignes nouvelles il sera clos cinq ans après l’achèvement des lignes. Ainsi le compte d’établissement de ce nouveau réseau hérité du Grand-Central ne sera arrêté que de 1870 à 1873. D’ici là, construction et déficit d’exploitation seront assurés par des émissions d’obligations ; le dividende ni le cours des actions ne seront donc touchés.
Le terme de la concession du PO est fixé au 31 décembre 1956 et celui de la concession du PLM fixé au 31 décembre 1958. La jouissance des lignes rémunératrices anciennement concédées s’en trouve prolongée et l’annuité d’amortissement réduite.
En contrepartie de la fusion, pour une action du Grand-Central, le PO ou le Lyon-Méditerranée distribuent 2 obligations 1/3. En outre, les actionnaires du Grand-Central reçoivent, pour une action entièrement payée à 500 F, une rente de 35 F. Les deux obligations valant 666 F, l’actionnaire qui aurait pu tout perdre par la faillite de la compagnie, reçoit une compensation équivalente au cours le plus élevé de son action. « Pour ne pas avouer les erreurs du régime à propos du grand-Central, Rouher a dû laisser aux deux compagnies [PO et Lyon-Méditerranée] de substantiels avantages. »
Les forges, mines et atelier d’Aubin sont propriété du PO pour la fabrication des matériaux nécessaires à la construction des lignes ; elles ne sont toutefois pas une dépendance du chemin de fer d’Orléans qui ne peut disposer comme elle l’entend.
Par ailleurs, trois autres traités interviennent par lesquels :
- le PO cède au Paris-Lyon et au Lyon-Méditerranée sa part dans la concession du Bourbonnais contre une indemnité de 1,1 MF la première année d’ouverture et 2 MF pendant les années suivantes.
- les Paris-Lyon et le Lyon-Méditerranée se réunissent en une seule société (PLM).
- Le PO acquiert le Paris-Orsay en avril 1857.

Le ministre des Travaux publics reçoit favorablement ces traités mais y ajoute :
- pour le PO ;
  - à titre définitif :
    - Paris Tours par Chateaudun et Vendôme (ouv. 1865 et 1867),
    - Nantes à Napoléon-Vendée (ouv. 1866),
    - Bourges à Montluçon (ouv. 1861),
    - Toulouse à la ligne Montauban au Lot (jonction à Lexos) avec embranchement sur Albi.

  - à titre éventuel (ouv. 1864) :
    - Orléans au Bourbonnais entre Montargis et Briare,
    - Montluçon Limoges par Guéret,
    - Poitiers à Limoges,
    - Angers à Niort,
    - Limoges à Brive.
- pour le PLM ;
  - à titre définitif :
    - Nevers et Moulins à Châlons ou Chagny (ouv. 1861 à 1869),
    - Chatillon à (Ancy-le-Franc ou Montbard) Nuits-sous-Ravière (ouv. 1864),
    - chemin de Dôle à Salins par (Mouchard) à Pontarlier (ouv. 1862) à Verrière (ouv. 1860) avec embranchement vers Jougne (ouv. 1875),
    - Monbéliard à Delle (ouv. 1868) et Audincourt.

  - à titre éventuel :
    - Brioude vers Alais,
    - Montbrisson à Andrézieux,
    - Privas vers la ligne Lyon Avignon avec prolongement vers Crest,
    - Carpentras vers un point sur le même chemin,
    - Toulon à Nice,
    - Avignon à Gap,
    - Gap à la frontière sarde.

Toutes ces concessions sont accordées sans subvention, ni garantie d’intérêt. Les délais impartis au Grand-Central sont maintenus.
Les décrets du 19 juin 1857 approuve les traités dont les clauses financières font l’objet de deux projets de loi déposés le 9 mai 1857 au bureau du Corps législatif et votés le 19 juin.
Le 11 juin 1857, le Grand-Central tient sa dernière assemblée générale à laquelle Morny n’assiste pas. C’est la fin du Grand-Central.

## Épilogue
Ne disposant pas de tête de ligne à Paris, ne desservant aucune ville de premier ordre et n’aboutissant ni à la mer ni aux frontières, le Grand-Central « n’était point né dans des conditions de nature à lui assurer une vitalité suffisante. Sa création résulte du désir de doter de voies ferrées des départements jusqu’alors déshérités au moment même où les autres compagnies étaient surchargées de travaux. ».
La fin du Grand-Central est moins la conséquence d’une difficulté technique à construire un réseau dans un massif montagneux que des effets d’une crise de confiance sur la solidité financière de la compagnie. En effet, le Grand-Central n’a pas eu le temps d’être en butte à la question de l’exploitation de lignes de montagne ; il « s’est arrêté au pied des montagnes ». Par la suite, des lignes ont traversé le Massif Central sans rencontrer de difficultés techniques insurmontables.
L’élan du PO vers la Méditerranée est brisé et son centre de gravité bascule vers l’ouest au détriment du Bourbonnais et du bassin de la Loire.
Talabot arrive à ses fins pour créer sur l’axe Nord-Sud un vaste réseau de Paris à la Méditerranée, en passant à la fois par la Bourgogne et par le Bourbonnais ; le PLM est le fruit de la chute du Grand-Central.

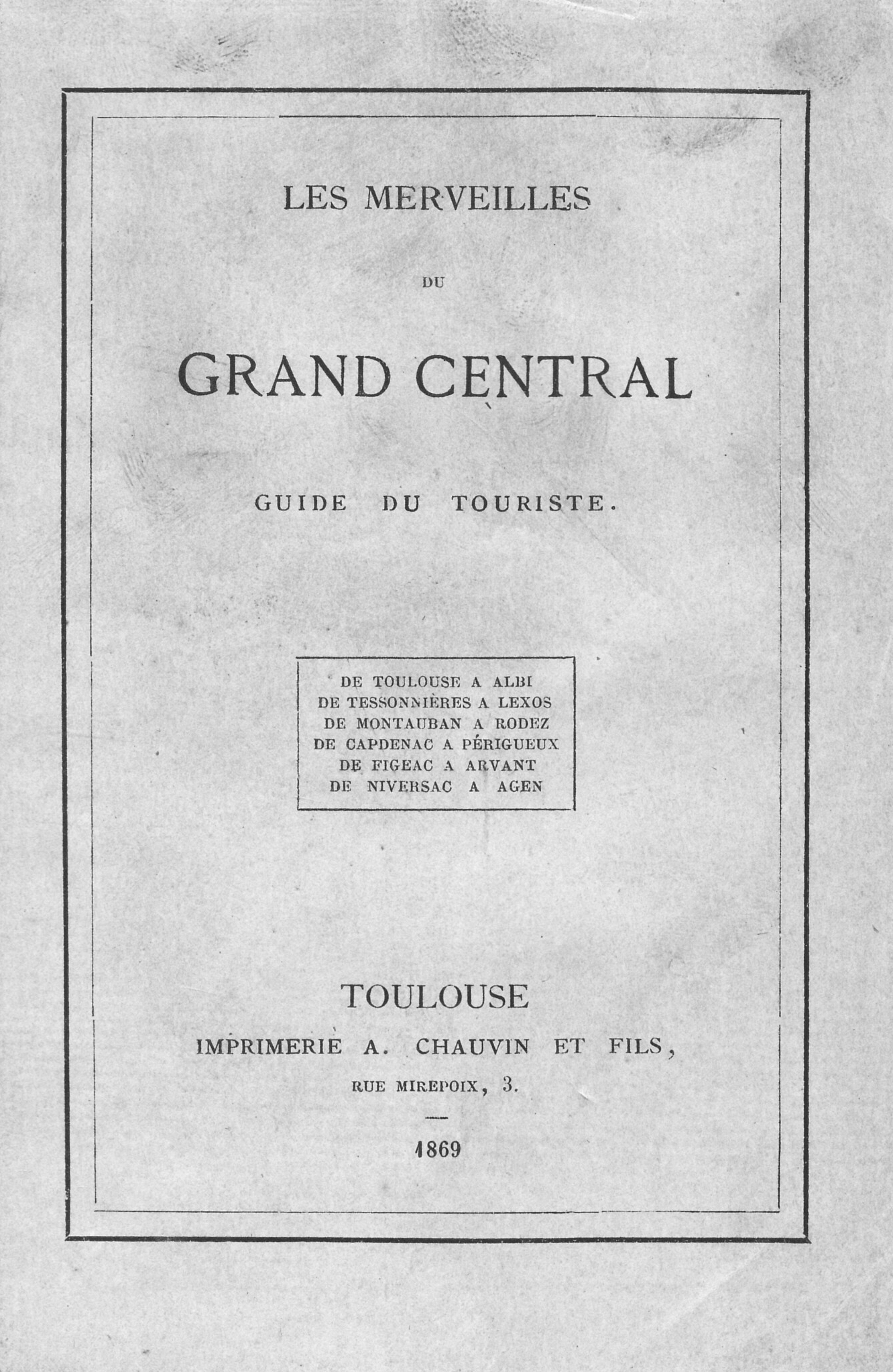
Guide touristique « Les merveilles du Grand Central »

Les frères Pereire sont isolés, même si le Midi reçoit en octobre 1857 le réseau pyrénéen en contrepartie de la construction de 500 km de routes dans les Landes, sur lesquelles la compagnie pourra installer des voies légères comme affluents des lignes principales, et dont les fossés formeront des collecteurs pour le drainage. Son réseau était néanmoins constitué mais sans accès à Paris. S’ils avaient pu réaliser leur ambition sur le Grand-Central, les Pereire en auraient profité pour mettre en place une exploitation commune des lignes du centre de la France et du Midi qui de ce fait devra attendre 1933 pour se réaliser.
Le gouvernement met fin à bon compte à une aventure ferroviaire spéculative ; après avoir incité aux temps meilleurs cette aventure afin d’entretenir une concurrence entre les compagnies en place, la crise financière l’oblige à la faire disparaître avantageusement pour les actionnaires du Grand-Central, et non sans obtenir la construction de lignes nouvelles des compagnies riches qui se le partagent.
Le sort du Grand-Central ne diffère pas de celui d’autres compagnies trop petites pour rester isolées et qui durent elles aussi fusionner dans un grand réseau ; Cie de Lyon à Genève, Cie de Saint-Rambert, Cie des Ardennes… La disparition du Grand-central est à l’origine de l’émergence des grands réseaux (PO, Midi, PLM, Est, Nord, Ouest/État) qui marqueront pendant près d’un siècle la géographie ferroviaire de la France.
Pour l’anecdote, il existe un guide touristique anonyme intitulé Les Merveilles du Grand-Central, édité en 1869 à Toulouse par l’imprimerie A. Chauvin et fils. Il décrit les lignes Toulouse-Albi, Tessonnières-Lexos, Montauban-Rodez, Capdenac-Périgueux, Figeac-Arvant et Niversac-Agen.

## Lignes (ouverture)
Clermont à Montauban

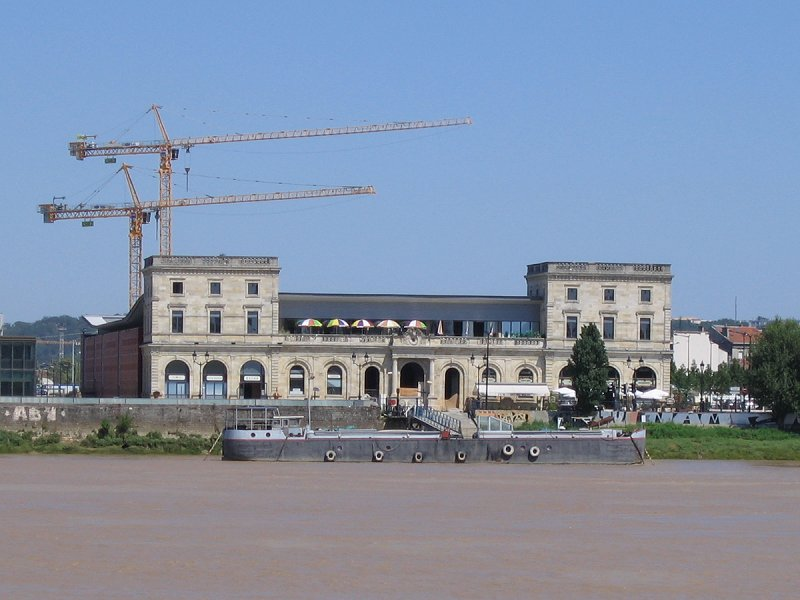
La gare de Bordeaux Bastide aurait dû devenir la tête de ligne de la Compagnie du Grand-Central. Elle sera celle de la Compagnie du Paris - Orléans, avant d'être transformée, de nos jours, en complexe de cinéma

- 2 juillet 1855 : Clermont – Issoire (35 km),
- 3 septembre 1855 : Issoire – Brassac (19 km),
- 8 mai 1856 : Brassac – Arvant (6 km),
- 30 août 1858 : Montauban – Capdenac (Lot) (171 km),
- 5 novembre 1861 : Arvant – Massiac (23 km),
- 16 août 1866 : Massiac – Murat (35 km),
- 12 novembre 1866 : Aurillac – Figeac (le Lot) (65 km),
- 20 juillet 1868 : Murat – Aurillac (48 km).

Lyon à Bordeaux (par Le Puy et Saint-Étienne)
- 1er mai 1857 : Arvant – Brioude (10 km),
- 20 juillet 1857 : Coutras – Périgueux (74 km),
- 30 mai 1859 : Saint-Étienne – Firminy (14 km),
- 17 septembre 1860 : Périgueux – Brive (72 km),
- 10 novembre 1862 : Brive – Capdenac (97 km),
- 9 novembre 1863 : Firminy – Pont du Lignon (26 km),
- 14 mai 1866 : Pont du Lignon – Le Puy (45 km),
- 1874 : Le Puy – Saint-Georges-d’Aurac (raccordement sur la ligne Langeac – Arvant).

Limoges à Agen
- 26 août 1861 : Limoges – Périgueux (98 km),
- 3 août 1863 : Périgueux (Niversac) – Agen (140 km).

Montluçon-Moulins
- 7 novembre 1859 : Montluçon-Moulins (83 km).

Bourbonnais
de Paris à Nevers
- 14 août 1860 (voie unique) – 21 septembre 1861 (en totalité) : Moret – Montargis (51 km),
- 21 septembre 1861 : Montargis – Nevers (136 km),
- 18 mai 1863 : Villeneuve-Saint-Georges – Juvisy (7 km),
- 5 janvier 1865 : Corbeil – Maisse (33 km),
- 6 mai 1867 : Maisse – Montargis (60 km).

de Nevers à Clermont
- 15 mai 1853 : Le Guétin (bec d’Allier) – Moulins (49 km),
- 22 août 1853 : Moulins – Varennes (28 km),
- 19 juin 1854 : Varennes – Saint-Germain-des-Fossés (13 km),
- 7 mai 1855 : Saint-Germain-des-Fossés – Clermont-Ferrand (65 km),

embranchement de Roanne
- 13 juin 1857 : Saint-Germain-des-Fossés – La Palisse (17 km),
- 7 juin 1858 : La Palisse – Roanne (49 km),
- 3 novembre 1858 : traversée de Roanne (raccordement du Nevers-Roanne avec le Roanne- St Étienne reconstruit) (3 km).

de Roanne à Lyon par Tarare
- 14 mai 1866 : Tarare – Saint-Germain au Mont-d’Or (33 km),
- 16 juillet 1866 : Le Coteau (sur la ligne Roanne – Saint-Étienne) – Amplepuis (26 km),
- 19 octobre 1868 : Amplepuis – Tarare (14 km).